# Метаарсенат натрия
Метаарсенат натрия — неорганическое соединение, 
соль щелочного металла натрия и мышьяковой кислоты 
с формулой NaAsO3, 
бесцветные кристаллы, 
растворимые в воде.

## Получение
- Разложение при нагревании дигидроарсената натрия:

{\displaystyle {\mathsf {NaH_{2}AsO_{4}\ {\xrightarrow {230^{o}C}}\ NaAsO_{3}+H_{2}O}}}
- Разложение метаарсенита натрия:

{\displaystyle {\mathsf {5NaAsO_{2}\ {\xrightarrow {300-550^{o}C}}\ Na_{3}AsO_{4}+2NaAsO_{3}+2As}}}

## Физические свойства
Арсенат натрия образует бесцветные кристаллы
триклинной сингонии,
пространственная группа P 1,
параметры ячейки a = 0,807 нм, b = 0,744 нм, c = 0,732 нм, α = 90°, β = 91,5°, γ = 104°, Z = 6
.
Растворяется в воде.
В твёрдом состоянии является неорганическим полимером (NaAsO3)n.